# Swollwacht
Swollwacht is een lokale politieke partij in de Nederlandse gemeente Zwolle. De politieke vereniging is opgericht op 20 juni 1989 als reactie op de plannen voor de buitengebieden van Zwolle. Een jaar later nam de partij voor het eerst deel aan de gemeenteraadsverkiezingen en behaalde twee zetels. Bij de verkiezingen die volgden schommelde het zetelaantal tussen 2 en 5. Voorzitter van Swollwacht is Klaas Keen  en partijleider is Silvia Bruggenkamp.
Vanaf de verkiezingen van maart 2014 bestond de raadsfractie van Swollwacht naast partijleider William Dogger uit Cemal Yildirim en Britt Jurgens. Laatstgenoemde werd op 16 januari 2015 uit de fractie geplaatst. Zij ging door als eenpersoonsfractie. In augustus 2016 kondigde Britt Jurgens haar ontslag als raadslid aan. Silvia Bruggenkamp werd benoemd tot opvolger, waarmee de fractie van Swollwacht weer uit drie raadsleden bestond. In maart 2017 nam Cemal Yildirim ontslag vanwege zijn omstreden uitlatingen met betrekking tot de Turkijerel die toen in Nederland speelde. Marcel Mulder werd in zijn plaats benoemd.
Bij de gemeenteraadsverkiezingen van 2018 ging Swollwacht van drie naar zes zetels. Het werd daarmee de derde partij van Zwolle. De verkiezingswinst leidde tot deelname aan de besturende coalitie. Partijleider William Dogger werd wethouder en Silvia Bruggenkamp fractievoorzitter.
Bij de gemeenteraadsverkiezingen van 2022 zakte de vertegenwoordiging van Swollwacht in Zwolle van zes naar drie zetels, waarmee het de zevende partij van Zwolle werd.